# José Martín Rodríguez
José Martín y Rodríguez fue un pintor y escultor español.

## Biografía
Escultor y pintor natural de Madrid, fue discípulo de la Academia de San Fernando y Federico de Madrazo, Vicente Jimeno, Matías Laviña, José Piquer y Andrés Rodríguez. El 27 de enero de 1856 fue nombrado, mediante oposición, profesor de dibujo lineal y de adorno de la Escuela de Bellas Artes de Granada, y posteriormente académico de la de aquella ciudad o individuo de la Sociedad Económica granadina de Amigos del País. En las Exposiciones públicas celebradas en Madrid en los años de 1858, 1860, 1864, 1866, 1871 y 1876 presentó los siguientes cuadros: La Virgen de la Concepción, La Virgen de los Ángeles, La educación de la Virgen, Un gítanillo de Peña partida (Granada), Una gitana de Granada, Gitanas que marchan a Granada, Un retrato, Una cabeza de estudio, San Rafael (tabla), Jesús en la cima del Calvario, Una escena de familia, efecto de luz artificial; Una escena de familia, Una escena de gitanos, Gitanos bailando el Vito, Una alegoría de la tierra, Psiquis, Mujeres granadinas, Retrato del autor, Una doméstica barriendo, Otra fregando el suelo, Un soldado y una criada, Una madre peinando a un niño, Una viada, El pintor en el momento de concebir la idea de la obra que ha de ejecutar, Un secuestro en Andalucía, Un gitano de Granada e Interior de un carmen en Granada. En varias de las citadas exposiciones obtuvo mención honorífica y diferentes medallas en otras provinciales verificadas en Granada, Zaragoza y Cádiz. En el certamen celebrado por el Liceo artístico y literario de Granada en 1867 se le adjudicó una medalla de oro por su cuadro de costumbres La viuda, y otra de plata por Un retrato. En 1876 expuso en Cádiz La adoración de los Reyes y Psiquis y Cupido. Falleció en 1881.